# ゴメン、、離したくない
「ゴメン、、離したくない」（ゴメン はなしたくない）は、日本の男性アイドルグループ、MAG!C☆PRINCEの楽曲。8作目のシングルとして、2019年6月4日にユニバーサルミュージックのレーベル、ZEN MUSICからリリースされた。
初のチャート首位を獲得した7thシングル『SUMMER LOVE』以来となる、1年ぶりのシングルである。作詞作曲はワイルドアニマルズとBOSS。今作リリース後に西岡健吾がグループ活動を休止、そして卒業の運びとなり、5人体制の最後のシングルとなる。

## 背景とリリース
MAG!C☆PRINCEは前作リリース後にセカンド・アルバム『Bel!ever』のリリースと、結成以来最大規模となった日本ガイシホールでの公演を経て、2019年2月に今作のリリースが発表された。リリースにあたり、ユニバーサルミュージックは「マジプリ（MAG!C☆PRINCEの通称）の第3章のスタート」だと言及した。「ゴメン、、離したくない」は、「SUMMER LOVE」ほかMAG!C☆PRINCEの多く楽曲を手掛けてきたワイルドアニマルズと、プロデューサーの大澤剛が「BOSS」の名義で、共同で作詞作曲をした。楽曲について、MAG!C☆PRINCEの公式サイトでは「これまでのがむしゃらに夢を追いかけるMAG!C☆PRINCEのスタイルから一転したオトナのラブソング」と、ユニバーサルミュージックのサイトでは「今までよりもオトナでクールになったMAG!C☆PRINCE」といった説明をしている。
MAG!C☆PRINCEは3月からこのシングルのリリースイベントを開催して、その初日となる9日にステージ・パフォーマンスを初披露する。11日にグループの冠ラジオ番組『MAG!C☆PRINCEのCheerラジ』（Radio NEO）で楽曲をオンエアした。4月にミュージック・ビデオを公開した。これまでに「絶対☆アイシテル!」や「UPDATE」を手掛けたFISHBOYの振り付けによる、一面に張られた水面の上でダンスパフォーマンスをする、という演出のミュージック・ビデオである。同月末より、この曲はMAG!C☆PRINCEがCMキャラクターを務める「イモトのWiFi」（エクスコムグローバル）のCMの新シリーズ「上海編」のCMソングとしてオンエアされた。
CDシングルは、初回限定盤・通常盤・メンバー個人絵柄盤5種の、計7つのパターンで6月4日にリリースされた。カップリングに、阿部周平が振りを付けた新曲「Break It Down」が収録される。初回限定盤は「ゴメン、、離したくない」のミュージック・ビデオとそのメイキング映像を収録したDVDが付属する。CDの収録曲はすべての形態で同じだが、メンバー個人絵柄盤の「ゴメン、、離したくない」は、大サビ前の「ゴメン、、離したくない」というセリフの部分が、それぞれのソロ（初回限定盤・通常盤や音楽配信など、それ以外ではすべて5人全員によるセリフ）になっている。6月17日付けのオリコンチャートで2位、Billboard Japan Hot 100で6位を記録した。
MAG!C☆PRINCEは弟分グループの九星隊、Hi☆Fiveとの合同グループ・14STARSとして、7月7日に「恋をしようJAPAN」を配信でリリースする。9月より西岡健吾が体調不良のために音楽活動を含めたグループとしての活動を一部休止することになり、西岡を除く4人体制で次作『Try Again』を12月10日にリリースすると発表した。大澤は西岡の活動について、「（9月時点で）半年以上前からメンバーと話し合ってきた」と言及する。その後の10月に、12月20日で西岡がグループを卒業して、翌21日よりMAG!C☆PRINCEは4人体制になることが発表された。

## 収録トラック
CD
1. 「ゴメン、、離したくない」（作詞・作曲・編曲: ワイルドアニマルズ・BOSS） – 2:52[18]
2. 「Break It Down」（作詞・作曲・編曲: ワイルドアニマルズ） – 2:43[18]
3. 「ゴメン、、離したくない (Instrumental)」
4. 「Break It Down (Instrumental)」

DVD
- 「ゴメン、、離したくない (Music Video)」
- 「ゴメン、、離したくない (Making Video)」